# Callopistria rufulus
Callopistria rufulus là một loài bướm đêm trong họ Noctuidae.